# Chlordiazépoxide
Le chlordiazépoxide est une molécule appartenant à la famille des benzodiazépines, une classe de médicaments utilisés pour traiter l'anxiété. C'est la première benzodiazépine découverte, en 1957. À partir de ce moment, une nouvelle classe d'anxiolytiques et d'hypnotiques était née. Aujourd'hui, les benzodiazépines restent les médicaments les plus utilisés pour traiter l'anxiété, que ce soit en France ou dans le monde.

## Histoire du chlordiazépoxide
Le chlordiazépoxide est le résultat d'une découverte fortuite, en 1957. Son inventeur, Leo Sternbach, chimiste travaillant pour le laboratoire Hoffmann-La Roche, faisait des recherches sur de nouveaux types de colorants alimentaires et, en administrant le produit d'une de ses synthèses à des rats de laboratoire, il s'aperçut que son composé possédait des propriétés intéressantes. En effet, le milieu médical était dans les années 1950, à la recherche de nouveaux composés pour remplacer les barbituriques, qui avaient des effets secondaires beaucoup trop importants et graves, voire mortels en cas de surdosage. 
Leo Sternbach proposa pour analyse son composé qui semblait avoir des effets similaires aux barbituriques en moins puissants. Ainsi, en 1960, le chlordiazépoxide fut présenté sous le nom de marque de Librium. Une fois le modèle moléculaire connu, il s'écoulera trois ans avant que soit découverte la benzodiazépine qui est la plus populaire encore aujourd'hui sur le plan culturel : le diazépam, connu sous le nom de Valium. À partir de là, le chlordiazépoxide apparaît vite comme un brouillon et après la découverte du diazépam naquit toute une série de nouvelles benzodiazépines.

## Mécanisme d'action
Le chlordiazépoxide favorise les effets de l'acide γ-aminobutyrique (GABA), qui est le frein du cerveau en quelque sorte. Il va pour cela se fixer sur la partie du récepteur GABA A réservée aux benzodiazépines (site BZD) et cela a pour effet d'amplifier les effets du GABA, qui se fixe sur une autre partie du récepteur GABA A (site GABA). Cela a pour conséquence une ouverture du canal plus grande, laissant passer plus d'ions chlorure (Cl−), ce qui hyperpolarise négativement la membrane et de ce fait envoie à l'ensemble du système nerveux central un message inhibiteur qui va se traduire chez le consommateur de chlordiazépoxide par des effets anxiolytiques, hypnotiques, anticonvulsivants, myorelaxants et amnésiants. Ces effets sont proportionnels à la dose ingérée.

## Indications
Le chlordiazépoxide commercialisé sous le nom de Librax est une association de chlordiazépoxide et de bromure de clidinium, un antispasmodique. Il est utilisé dans le traitement de l'anxiété lorsque celle-ci s'accompagne de spasmes du tube digestif, des voies biliaires et du côlon. C'est la seule benzodiazépine qui est associée à un autre principe actif. C'est également avec la forme à 40 milligrammes du Lysanxia la seule benzodiazépine à ne pas être remboursée par la sécurité sociale. Il est à noter que cette benzodiazépine étant la première découverte est chimiquement parlant un brouillon. Elle n'est presque plus prescrite aujourd'hui car on lui préfère les benzodiazépines qui lui ont succédé.

## Contre-indications
Le chlordiazépoxide ne doit pas être utilisé dans les cas suivants :
- risque de glaucome à angle fermé ;
- risque de blocage des urines : adénome de la prostate, etc. ;
- insuffisance respiratoire ou insuffisance hépatique graves ;
- syndrome d'apnée du sommeil ;
- myasthénie ;
- enfant de moins de 6 ans ;
- personne de plus de 65 ans présentant plusieurs maladies ;
- personne de plus de 75 ans ;
- allaitement.

## Propriétés
Comme toutes les benzodiazépines, le chlordiazépoxide a des effets anxiolytiques, hypnotiques, anticonvulsivants, myorelaxants et amnésiants.

## Posologie
Le chlordiazépoxide est vendu par boîte de 30 comprimés contenant chacun 5 mg de chlordiazépoxide et 2,5 mg de bromure de clidinium. La posologie standard est de deux à quatre comprimés par jour.

## Équivalence
Dix milligrammes de diazépam correspond à environ vingt milligrammes de chlordiazépoxide.

## Métabolisme
Le chlordiazépoxide est métabolisé en plusieurs métabolites actifs : le desméthylchlordiazépoxide, le demoxépam, le desméthyldiazepam ou nordazépam, et l'oxazépam.

## Demi-vie
La demi-vie du chlordiazépoxide est de 5-30 heures. Mais en tenant compte de ses métabolites, elle est de 36-200 heures. C'est donc une benzodiazépine à demi-vie longue.

## Effets secondaires
Le chlordiazépoxide, comme tout autre médicament, peut avoir des effets indésirables :
- très fréquents :
  - somnolence,
- fréquents :
  - palpitations,
  - bouche sèche,
  - troubles digestifs,
  - fatigue,
  - faiblesse musculaire,
  - sensation d'ivresse,
  - baisse de la libido,
  - douleurs articulaires,
  - vertiges,
  - tremblement,
  - difficultés d'élocution,
  - maux de tête,
  - cauchemars,
  - ralentissement des idées,
  - transpiration excessive,
  - éruption cutanée,
- peu fréquents :
  - vision double,
  - gonflements des pieds,
  - troubles de la mémoire (en particulier chez la personne âgée),
  - diminution de la vigilance,
  - convulsions,
  - irritabilité,
- rares :
  - troubles urinaires et sexuels,
  - développement des seins chez l'homme,
  - anomalies sanguines.

Chez certaines personnes ou lors de consommations élevées peuvent survenir :
- réactions paradoxales avec augmentation de l'anxiété ;
- agitation ;
- agressivité ;
- confusion des idées ;
- hallucinations ;
- amnésie antérograde, cela veut dire que la personne peut avoir un comportement de communication avec des personnes qu’elles soient ou non de son entourage sans que sa prise importante de benzodiazépine se remarque, et la personne n’aura aucun souvenir de ces contacts et de leurs contenus à part, parfois, quelques images qui peuvent lui revenir.

## Antidote
Il existe un antidote appelé le flumazénil disponible uniquement sous forme injectable et réservé dans la plupart des cas au cadre hospitalier. C’est un antagoniste compétitif des récepteurs des benzodiazépines et il annule ses effets. Cependant, la vigilance est de mise car bien que l’apparition des effets soit très rapide, la demi-vie du flumazénil est très courte et de ce fait les personnes traitées par le flumazénil doivent rester sous surveillance médicale jusqu’à l’arrêt des effets de la benzodiazépine incriminée.